# Glina (Ilfov)
Glina is een gemeente in het Roemeense district Ilfov en ligt in de regio Muntenië in het zuidoosten van Roemenië. De gemeente telt 6483 inwoners (2005).

## Geografie
De oppervlakte van Glina bedraagt 29 km², de bevolkingsdichtheid is 224 inwoners per km².
De gemeente bestaat uit de volgende dorpen: Glina, Cățelu, Manolache.

## Politiek
De burgemeester van Glina is Marin Manole (PD).

## Geschiedenis
In 1563 werd Glina officieel erkend.